# لای‌آبه
لای‌آبه روستایی در جماعت شمس‌الدین شاهینی در شهرستان (ناحیه) مومن‌آباد است. از لای‌آبه تا مرکز جماعت ۵ کیلومتر، و تا مرکز شهرستان ۲۷ کیلومتر فاصله است. جمعیت این روستا ۲۱۵ نفر است.(۲۰۱۷)